# کیووا، هوکایدو
کیووا، هوکایدو (به لاتین: Kyōwa, Hokkaido) یک منطقهٔ مسکونی در ژاپن است که در Shiribeshi Subprefecture واقع شده‌است. کیووا  ۶٬۸۰۷ نفر جمعیت دارد.